# Scriptor sphenophorus
Scriptor sphenophorus  (лат.) — вид тропических бабочек из монотипического рода Scriptor, описанный в 2020 году. Наиболее близок к группе видов Magneuptychia ocypete, из  рода Magneuptychia. Родовое имя — латинское существительное мужского рода в именительном падеже единственного числа. Название рода переводится как «писатель», или «писец» из-за клиновидной полосы на нижней стороне нижнего крыла и связанной с ней чёрной линией, которая происходит от краевой линии в ячейке Cu2, чем-то напоминающая маркировку карандаша. Видовой эпитет образован от греческого слова ’sphenophorus‘, означающего "клиновидный’, намекающего на клиновидную перевязь нижней стороны заднего крыла.

## Описание
Scriptor sphenophorus можно легко отличить от всех других родов подтрибы Euptychiina по клиновидной черной маркировке краевой полосы на нижней стороне заднего крыла в ячейке Cu2, которая заканчивается направленной внутрь тонкой чёрной линией, пересекающей более толстую красновато-коричневую субмаргинальную линию. Однако клиновидная маркировка краевой полосы может быть неочевидной у некоторых образцов, и она может напоминать аналогичную маркировку у видов из группы видов ocypete рода Magneuptychia, таких как M. ocypete, Magneuptychia opima, Magneuptychia louisammour, а также Magneuptychia sheba (M. sheba не входит в группу видов ocypete). Scriptor sphenophorus отличается от этих таксонов своими удлиненными глазчатыми пятнами с единственным серебристым пятном на нижней стороне заднего крыла в ячейках M2 и M3, в то время как глазчатые пятна у таксонов выше более округлые и имеют двойные серебристые пятна у других подобных видов. Субмаргинальная полоса нижней стороны заднего крыла красноватая на всем протяжении у Scriptor sphenophorus, тогда как у аналогичных видов эта полоса красноватая только у анального угла, за исключением M. opima. Кроме того, субмаргинальная полоса нижней стороны заднего крыла шире у Scriptor sphenophorus, тогда как у аналогичных видов, опять же за исключением M. opima, она довольно узкая (близкая по ширине к краевой полосе). Мужские гениталии Scriptor sphenophorus легко отличить от гениталий видов из группы видов ocypete по отсутствию развитого «горба» на дорсальном краю вальвы и по наличию лишь слегка зазубренной области на спинном краю дистальнее костального края. Таким образом, общий внешний вид клапана больше напоминает вид из группы видов fugitiva, но, возможно, имеет наиболее заостренный задний кончик клапана по сравнению с Magneuptychia fugitiva, Magneuptychia kamel, Cissia maripa и C. myncea. Сужающийся дистальный конец вальвы, наблюдаемый у Cissia myncea, близок к Scriptor sphenophorus, но дистальная половина брюшного края у C. myncea вогнутая, тогда как у Scriptor sphenophorus довольно прямая. Кроме того, у Scriptor sphenophorus верхушечный отросток клапана наклонён почти под прямым углом при взгляде со спины, тогда как у других видов он лишь слегка изгибается, возможно, за исключением
M. fugitiva. Женские гениталии Scriptor sphenophorus легко отличить от гениталий самок M. ocypete по отсутствию склеротизированной ламеллы, простирающейся горизонтально и, по-видимому, сросшейся с боковой пластинкой восьмого брюшного сегмента (у Scriptor sphenophorus склеротизирована только область, расположенная непосредственно к устью бурсы).

### Самец
Длина переднего крыла у самца 21.2-24.4 мм. Глаза с относительно короткими редкими светло-коричневатыми волосками, с белыми чешуйками у основания; лоб коричневый с белыми чешуйками и полупрозрачными золотисто-коричневатыми удлиненными чешуйками; первый сегмент губных щупиков короткий, с боков и дорсально с белыми чешуйками, вентрально с белыми длинными волоскоподобными чешуйками и коричневатыми длинными волоскоподобными чешуйками, длина второго сегмента приблизительно
вдвое длиннее глубины глаза и сегмент покрыт белыми волосоподобными чешуйками и белыми чешуйками с боков, и с продольным рядом чёрных чешуек, присутствующих вдоль дорсальной поверхности, начиная с переднего конца сегмента, вентрально украшенного чёрными волосоподобными чешуйками и белыми волосоподобными чешуйками, длиннее ширины сегмента, третий сегмент около одной трети второго сегмента в длину, прямой, покрыт чёрными чешуйками дорсально и вентрально, с кремово-белыми чешуйками по бокам; усики примерно на две пятых длины переднего крыла (короче дискальной ячейки в
длине), с примерно 39 сегментами, включая педицель и черешок, есть дистальные 12-13 сегментов, составляющих не большую булаву, тёмно-коричневые чешуйки более заметны на базальной половине усиков
с беловатыми чешуйками у основания каждого сегмента.
Торакс коричневый, дорсально и с боков покрыт редкими сероватыми чешуйками и дополнительно длинными, плотными светло-коричневатыми чешуйками, похожими на волосы; вентрально усеян сероватыми чешуйками и длинными беловатыми чешуйками, похожими на волосы; передние конечности сероватые, с длинными кремовыми чешуйками, похожими на волосы, беловатый тарсус и голень почти одинаковой длины, бедро немного длиннее; бедро ноги у птероторакса с беловато-серыми чешуйками, две трети основания украшены длинными сероватыми чешуйками, похожими на волосы, вентрально, голень и тарсус охристые, дорсально кажутся темнее, дорсальная поверхность сегментов тарсуса выглядит темнее, голень с двумя продольными рядами из трех длинных шипов вентрально, а также с небольшим количеством шипов, присутствующих с боков, тарсус и голень имеют шипы вентрально, голенные шпоры
присутствуют на дистальном конце голени (две шпоры равной длины), тарсус с тремя продольными рядами шипов вентрально до дистального конца первого тарсуса, ряды шипов увеличиваются до четырех
после этой точки.
Базальная половина субкостальной жилки переднего крыла плотная; основание кубитальных жилок широкое; возвратная жилка переднего крыла отсутствует; диско-клеточная жилка m1-m2 изогнута внутрь; развита задняя плечевая жилка; начало M2 немного ближе к M1, чем к M3. Переднее крыло в целом выглядит четырехугольным, вершина закруглена, костальный край выпуклый, внешний край почти прямой, за исключением изгиба вокруг M1 как части закругленной вершины, внутренний край прямой, но закругленный к тораксу у основания; заднее крыло в целом выглядит округлым и несколько удлиненным, костальный край выпуклый, внешний край слегка волнистый, начало крыльев закруглённое, внутренний край выпуклый, но загибающийся внутрь у основания. У переднего крыла на верхней стороне основной цвет коричневатый, дистально более тёмный, слегка просвечивающий и, таким образом, несколько обнажающий брюшные полосы, есть темно-коричневая субмаргинальная полоса, простирающаяся от вершины к началу крыла, и тёмно-коричневая краевая полоса, простирающаяся от вершины к началу крыла. У нижнего крыла на верхней стороне основной цвет и общий рисунок похожи на переднее крыло, субмаргинальные и краевые полосы обе волнистые, у некоторых экземпляров видна полоса, происходящая от краевой линии
в ячейке Cu2, более тёмные пятна в ячейках M1 и Cu1 отражают глазчатые пятна. У переднего крыла на нижней стороне основной цвет пурпурно-серый; полоса вдоль широкой субкостальной жилки отсутствует; красновато-коричневая дискальная полоса простирается от радиальной жилки (чуть дистальнее начала R1), пересекая дискальную ячейку немного внутрь по диагонали и несколько наружу ниже кубитальной жилки, в целом выглядит изогнутой в базальном направлении, исчезая в ячейке Cu2; однотонная постдискальная полоса, простирающаяся от радиальной жилки (вблизи начала R3) к 2A, более широкой и кажущейся прямой по сравнению с предыдущей полосой, проходящей начало Cu1 и заканчивающейся на 2A; умбра выглядит как тёмная неправильная полоса, простирающаяся от разветвления R4 и R5, аналогичной ширины или шире по сравнению с предыдущей полосой, заканчивающаяся в ячейке Cu2; красновато-коричневая четко очерченная извилистая субмаргинальная полоса, простирающаяся от вершины к началу крыла, расширяющаяся в ячейки M3, Cu1 и, в некоторой степени, Cu2, шириной примерно в половину дискальной полосы, сужаются и заканчиваются вскоре после прохождения 2A; гладкая одноцветная краевая полоса, более узкая, чем предыдущая полоса, простирающаяся от вершины к началу крыла; бахрома коричневатая; глазчатое пятно в ячейке M1 чёрное с двумя белыми «зрачками» в центре, обведённое жёлтым кольцом. У заднего крыла на нижней стороне, основной цвет похож на цвет переднего крыла; есть короткая красновато-коричневая полоса у основания крыла; есть однородная дискальная полоса, аналогичная по ширине дискальной полосе переднего крыла, проходящая от костального края к внутреннему краю, несколько сужающаяся кзади; имеется однородная постдискальная полоса, почти параллельная дисковой полосе, проходящая от костального края к внутреннему краю, проходящая начало Cu2, равномерно широкая, как и предыдущая полоса, есть серия одноцветных чешуек, простирающаяся до начала M2 и простирающаяся дальше у некоторых образцов, передний конец иногда простирается дистально вдоль костной ткани, а задний конец изогнут базально вдоль внутреннего края; умбра, похожая по внешнему виду на нижнюю переднюю сторону крыла, окружающая субмаргинальные глазчатые пятна; есть красновато-коричневая субмаргинальная полоса, похожая по внешнему виду на полосу, располагающуюся на нижней стороне переднего крыла, и она более широкая, слегка расширяющаяся к основанию крыла, сильно загнутая внутрь в ячейке Cu2, передний конец и задний конец иногда сливаются с постдискальной полосой в ячейках Rs и 2A соответственно (задний конец больше, чем передний конец); краевая полоса, более тёмная, волнистая, похожа по цвету и ширине на полосу на нижней стороне переднего крыла, но расширяющаяся в ячейках Cu2 и 2A, полоса, происходящая из этой расширенной области, проникает в субмаргинальную полосу и достигает постдискальной полосы у некоторых экземпляров, что приводит к клиновидной перевязи, в дополнение к небольшой темной полоске, видимой в ячейке Cu2 у некоторых экземпляров только базальная часть субмаргинальной полосы; бахрома коричневатая; субмаргинальные глазчатые пятна в ячейках Rs, M1, M2, M3 и Cu1, глазчатые пятна в ячейках Rs, M1 и Cu1 похожи по внешнему виду на глазчатые пятна переднего крыла в клетке M1, глазчатые пятна в Rs меньше, чем у M1 и Cu1 (эти два глазчатых пятна соприкасаются с жилками, определяющими ячейки), глазчатые пятна в клетках M2 и M3, появляющиеся несколько овальной формы, с единственным серебристым пятном, окруженным оранжевым широким "кольцом", сужающимся дистально.
На брюшке, восьмой тергит редуцирован, появляется только вдоль базального края дорсальной поверхности
восьмого брюшного сегмента, имеется широкое пятно на дистальной стороне, по-видимому, разделено ещё на два пятна; восьмой стернит присутствует в виде единой пластинки. Тегумен выглядит несколько полукруглым при боковом взгляде с довольно умеренно выпуклым дорсальным краем, слегка удлиненным при боковом взгляде, брюшной край выглядит примерно прямым при боковом взгляде; ункус примерно в два раза длиннее тегумена при боковом взгляде, слегка изогнут в середине и сужается к заднему концу при боковом взгляде, задний конец слегка крючковатый вниз, кажущийся лопатообразным при взгляде со спины с угловатым задним кончиком, короткие щетинки, похожие на волосы, видны вентрально по направлению к основанию; вершинная точка кажется выше ункуса при взгляде сбоку, также вершинная точка слегка загнута вверх; присутствуют угловатые отростки, изгибающиеся книзу по направлению к костной ткани; саккус узкий, в 1,5 раза длиннее тегумена при осмотре сбоку; юкста присутствует, имеется неглубокая ‘V’-образная пластинка на заднем плане; дистальная половина сетчатки вальвы с присутствующими заметно утолщенными щетинками, при боковом взгляде имеет форму примерно параллелограмма, базально и дистально слегка удлинена, апикальный отросток особенно выступает и слегка изгибается в сторону ункуса, коста выглядит несколько пятиугольной, выступающей в сторону угловых отростков от дорсального края клапана. Вентральный край косты полностью прикреплен к вальве, зубчатая область присутствует дистальнее косты на дорсальном краю; фаллос немного длиннее, чем ункус в боковом взгляде, кажущийся прямым, основание фаллоса занимает примерно половину фаллоса, виден эякуляторный проток, очень слегка склеротизированная область везики, видимая через эдеагус, везика видна в задне-вентральном отверстии эдеагуса.

### Самка
Длина переднего крыла 20.5-21.5 мм. Самка не сильно отличается от самца, за исключением того, что:
- Передняя часть тарсуса разделена на пять отличительных тарсомеров.
- Переднее крыло обычно выглядит более округлым и широким; основной цвет верхней поверхности крыла более бледный, поэтому полосы и тёмные пятна обычно выглядят более четкими.
- Пурпурный полуметаллический блеск виден дорсально; у нескольких экземпляров на заднем конце постдискальной полосы присутствует небольшое глазчатое пятно[5].

Восьмой тергит полностью развит, но, по-видимому, слабо склеротизирован; анальные папиллы с закруглённым задним апофизом; ламелла склеротизирована, но склеротизированная область ограничена только вентральной областью устья бурсы; склеротизированная пластинка 8-го брюшного сегмента присутствует сбоку, не срослась с ламеллой; слабо склеротизированная область, по-видимому, присутствует вентрально в межсегментарной мембране седьмого и восьмого брюшных сегментов, эта межсегментарная мембрана только частично складчатая и расширяемая (по сравнению с полностью расширяемой мембраной многих других Euptychiina); проток бурсы, семенной проток выходит дорсально на расстоянии одной пятой расстояния от устья бурсы до тела бурсы, проток бурсы слегка раздут там, где выходит начало семенного протока; тело бурсы примерно овальной формы на спинном плане, простирается до соединения четвертого и пятого брюшных сегментов, с двумя довольно узкими знаками, параллельными друг другу, расположенные сзади.

### Вариация
Имеет узнаваемые внутривидовые вариации,  которые включают в себя: дополнительное глазчатое или глазчатые пятна могут присутствовать в соседних ячейках ниже глазчатого пятна в ячейке M1, на нижней стороне переднего крыла; ширина вентральных полос может казаться широкой у некоторых особей, тогда как у некоторых особей узкой; чешуйки, простирающиеся вдоль дискальной клеточной жилки к началу М2 у некоторых особей от задней полосы на нижней стороне заднего крыла; у некоторых особей клиновидная перевязь на нижней стороне заднего крыла на начале крыла достигает постдискальной полосы, тогда как у некоторых особей эта перевязь не распространяется дальше субмаргинальной полосы; хотя, по-видимому, только у нескольких самок, небольшое глазчатое пятно может появиться на заднем конце задней полосы на нижней стороне заднего крыла.

## Биология
Обитает в первичных тропических лесах в Колумбии, Эквадоре, Перу и Бразилии, обычно на высоте 500 м над уровнем моря, но иногда и на высоте 900 м над уровнем моря. Летают в 1 метре над землёй, самцы летали в середине и конце утра, а самки в послеобеденное время.

### Гусеница
Была найдена гусеница первого возраста. Примечательные особенности включают в себя: первичные щетинки, похожие на волосы, со слегка расширенной вершиной; развитые щитки с двумя щетинками; присутствуют шесть халаз; присутствуют шесть глазков, причем третий является самым крупным.